# Katya Zamolodchikova
Brian Joseph McCook, noto anche con lo pseudonimo di Yekaterina Petrovna Zamolodchikova oppure semplicemente come Katya (Boston, 1º maggio 1982), è un comico, attore e drag queen statunitense, nota soprattutto per aver partecipato alla settima stagione di RuPaul's Drag Race, durante la quale si è classificata al quinto posto e ha vinto il titolo di Miss Congeniality. Successivamente, è stata finalista della seconda edizione di RuPaul's Drag Race All Stars.
Insieme a Trixie Mattel, anche lei concorrente di RuPaul's Drag Race, conduce lo show UNHhhh, una web serie sul canale YouTube della World of Wonder, con oltre 52 milioni di visualizzazioni a luglio 2020. Tra il 2017 ed il 2018, ha co-condotto The Trixie and Katya Show su Viceland.

## Biografia

### I primi anni
Nato da Pat e Dan McCook, con un fratello maggiore e una sorella minore, McCook ha origini irlandesi ed è cresciuto in una famiglia cattolica.
McCook è cresciuto a Marlborough, nel Massachusetts, e si è diplomato alla Marlborough High School nel 2000. In un'intervista del 2019, McCook ha descritto la sua crescita come "noiosa e ordinaria". Ha poi frequentato l'Università di Boston per un anno prima di trasferirsi al Massachusetts College of Art and Design, dove ha studiato video e performance art nel programma "Studio for Interrelated Media" e seguendo psicologia come corso secondario. È qui che McCook si è interessato per la prima volta all'arte drag.

### Inizio carriera
McCook ha creato il personaggio della drag russa Yekaterina Petrovna Zamolodchikova nel 2006, prendendo il nome d'arte da una combinazione di nomi russi e da una delle sue ginnaste preferite, Elena Zamolodčikova. Durante la creazione del suo personaggio drag, McCook ha dichiarato di essersi ispirato a "comici femminili e donne divertenti e interessanti come Tracy Ullman, Maria Bamford, Lana Del Rey [e] Amy Sedaris". McCook ha dichiarato a Drag Race che l'aspetto russo del suo personaggio è stato ispirato da una professoressa che ha avuto mentre studiava al Massachusetts College of Art and Design, che "non usciva mai di casa senza una faccia piena di trucco [con] tacchi a spillo da 15 centimetri nella neve". "McCook non ha origini russe, ma ha frequentato diversi corsi di lingua russa e ha usato una cassetta intitolata "Pronounce It Perfectly" per padroneggiare l'accento. Oltre a parlare il russo, è in grado di parlare correntemente anche il francese ed è noto per parlare il giapponese e il portoghese.
Nei panni di Katya, McCook ha condotto uno spettacolo mensile di drag show chiamato "Perestroika" al Jacques Cabaret. Katya è diventata nota sulla scena drag locale di Boston per aver eseguito canzoni di artisti russi popolari come Alla Pugačëva, t.A.T.u. e Glukoza.

### RuPaul's Drag Race
Katya ha partecipato alle audizioni per il talent show RuPaul's Drag Race su Logo TV quattro volte prima di essere scelta per partecipare alla settima stagione. La si vede infatti partecipare all'audizione per lo show già nell'episodio "Casting Extravaganza" della terza stagione.
Nella sua stagione, Katya ha vinto due sfide prima di essere eliminata nell'undicesimo episodio, finendo al quinto posto dopo aver perso un lip-sync contro Kennedy Davenport. La decisione di eliminarla è stata controversa, poiché era molto popolare tra i telespettatori. Durante la reunion della settimana stagione, è stata votata dai fan come "Miss Simpatia" (in inglese Miss Congeniality).

Il 16 maggio 2016, Katya è apparsa alla finale dell'ottava stagione di RuPaul's Drag Race per incoronare la prossima Miss Simpatia, Cynthia Lee Fontaine.
Il 17 giugno 2016 Katya è stata annunciata come una dei membri del cast della seconda stagione di RuPaul's Drag Race: All Stars. Si è piazzata tre volte tra i primi posti nel corso della stagione e alla fine si è classificata seconda, a parimerito con Detox.

### Altri progetti

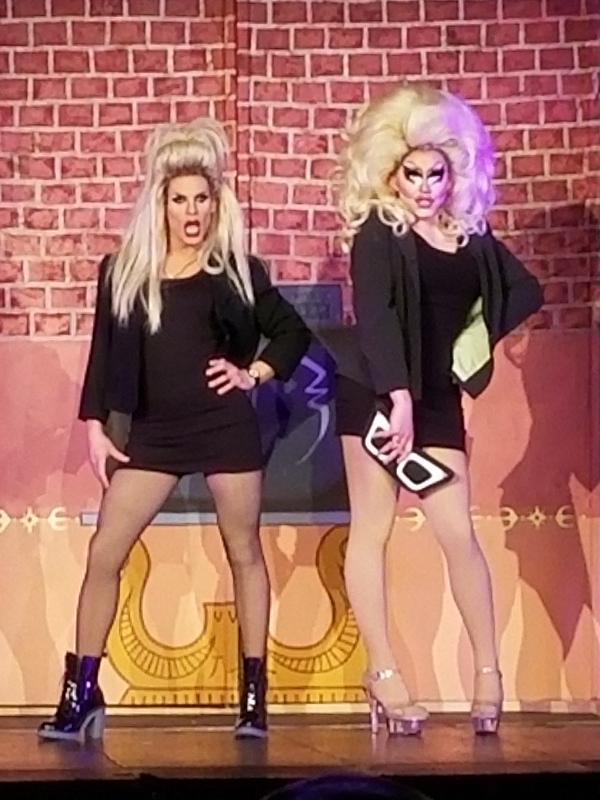
Katya e Trixie Mattel nel 2017